# Comesperma drummondii
Comesperma drummondii är en jungfrulinsväxtart som beskrevs av Joachim Steetz. Comesperma drummondii ingår i släktet Comesperma och familjen jungfrulinsväxter. Inga underarter finns listade i Catalogue of Life.